# Slag bij Varna
De Slag bij Varna vond plaats op de 10e november 1444 nabij de stad Varna in Oost-Bulgarije. In deze slag versloeg het Osmaanse leger onder leiding van sultan Murad II de Poolse en Hongaarse legers onder leiding van Władysław III van Polen en Johannes Hunyadi.

## Voorgeschiedenis

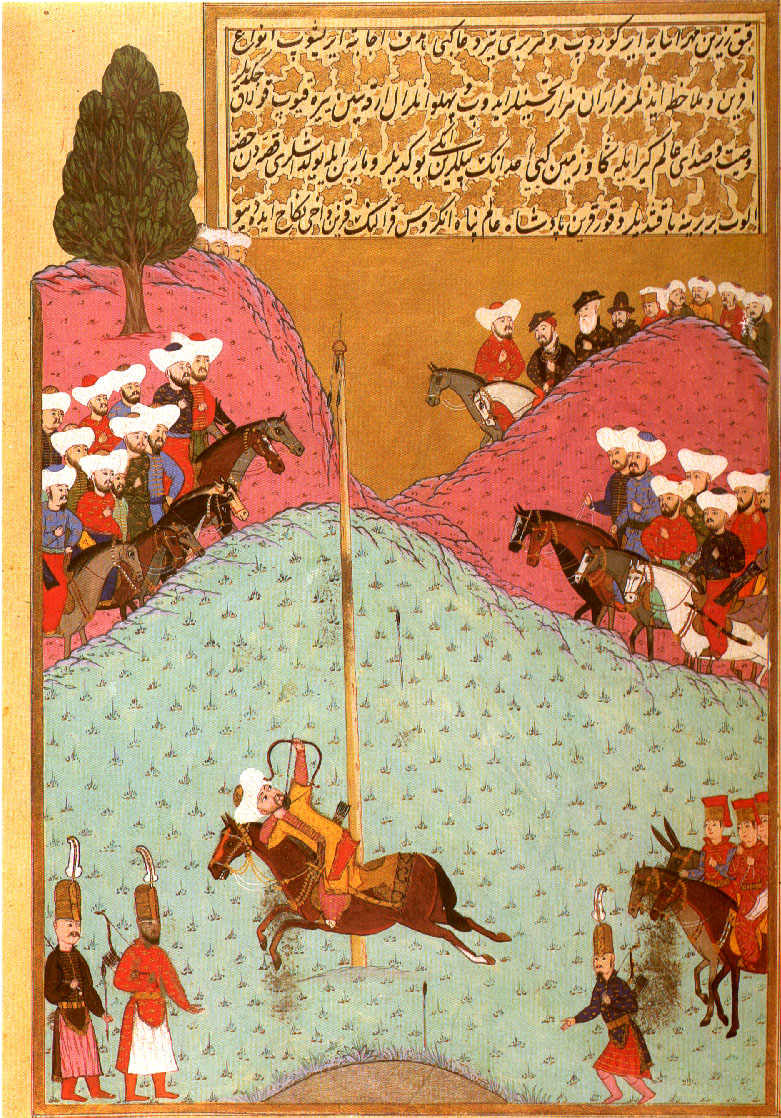
Miniatuur van sultan Murad II tijdens een boogschietoefening, ca. 1584

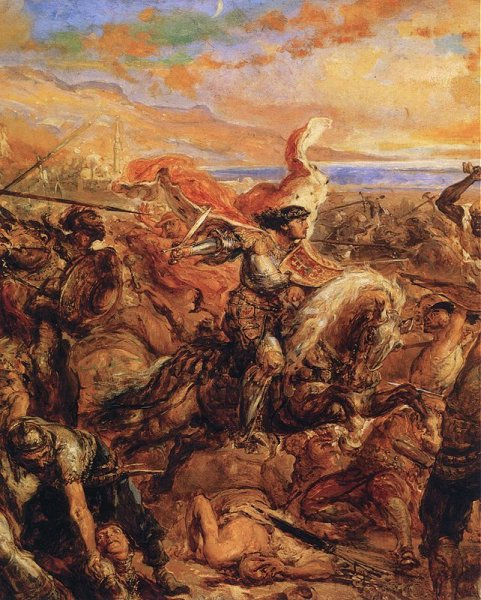
De Slag bij Varna, Jan Matejko (1879)

De historische omstandigheden die leidden tot de Slag bij Varna in 1444 waren van lange aard. Deze slag was eigenlijk de voortzetting van de internationale machtsstrijd in de Balkan tussen de Osmaanse staat, het Oost-Romeinse Rijk, Venetië, Hongarije, het pausdom in de Vaticaan en andere kleine christelijke staten. De gebeurtenissen van Varna hebben de geschiedenis van Europa beïnvloed. De unie van de Latijnse en Grieks-Orthodoxe Kerken op het Concilie van Florence in 1439 was de eerste stap in de organisatie van de anti-Osmaanse kruistocht. Deze invasie van de christelijke Europese alliantie in 1444 vormde een grote bedreiging voor het voortbestaan van de Osmaanse staat. De mogelijkheid was groot dat de Oost-Romeinse hoofdstad, Constantinopel, in de handen van Latijns Europa zou vallen. Deze dreiging werd beëindigd door sultan Murad II die verpletterende nederlaag toebracht aan de West-Europese kruisvaardersleger bij de Slag bij Varna in 1444.
Na een veldtocht tegen Belgrado (in 1441 en 1442) sloot de Osmaanse sultan Murad II in 1444 een vredesverdrag met Hongarije. Hetzelfde jaar sloot hij ook een vredesverdrag af met de Karaman-ogullari, het Turkse vorstendom in Anatolië. Oorlogsmoe en in de overtuiging dat hij de vrede in de oostelijke en westelijke grenzen van het Osmaanse rijk had verzekerd, deed sultan Murad II troonsafstand ten gunste van zijn twaalfjarige-zoon Mehmed II en trok zich terug naar Manisa in Anatolië.
Ondanks het vredesverdrag wist kardinaal Juliano Cesarini namens paus Eugenius IV de Hongaarse koning ervan te overtuigen om een nieuwe kruistocht te organiseren, argumenterend dat een eed aan een ongelovige geen waarde had. De Hongaren verbraken het vredesakkoord en voegden zich bij de West-Europese en Byzantijnse christelijke alliantie. Ook de lokale dynastieën in de Balkan namen de wapens op tegen de Osmanen. De jonge sultan Mehmed II was niet in staat om de gebeurtenissen te beheersen. Verder werd hij meegesleurd door het conflict tussen de grootvizier Çandarlı Halil Paşa en zijn tutor, lala Zağanos Paşa. In grote paniek werd de Osmaanse hoofdstad Edirne (200 km ten zuidwesten van Varna) geëvacueerd toen de kruisvaarders de stad tot heel dichtbij hadden benaderd. De grootvizier Halil Paşa riep sultan Murad II terug uit Anatolië. Ondanks de blokkade van de Bosporus door de Venetianen onder leiding van kardinaal Condulmer, neef van paus Eugenius IV, stak Murad met het leger de Bosporus over onder het spervuur van de Genuese vloot. In 1444 ontmoette Murad II de geallieerde kruisvaarders in de buurt van Varna, waar deze slag eindigde met de dood van de Poolse koning Władysław en met de nederlaag van de Europese alliantie.

## De slag

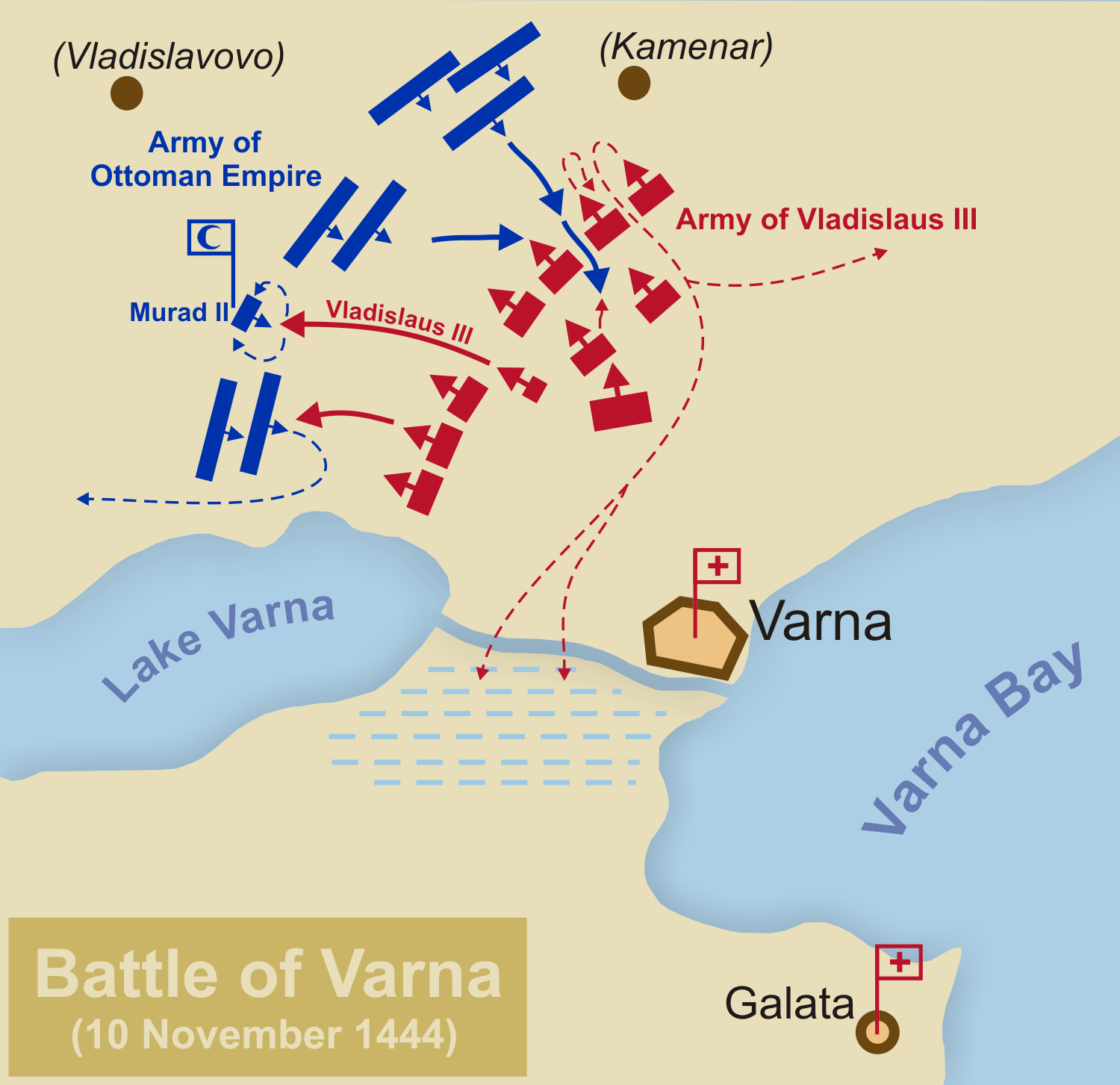
De slaglinies.

Toen de westerse invasie begon, wisten de Osmanen van hun informanten dat de kruisvaardersvloot nog niet klaar was en dat de verwachte zee-expeditie niet zou plaatsvinden.
Een gemengd christelijk Europees leger, dat vooral uit Hongaren en Polen bestond, maar ook Bourgondiërs, Engelsen, Tsjechen, Pauselijke ridders, Bosniërs, Kroaten, Bulgaren, Roemenen en Roethenen vochten op 11 november tegen het Osmaanse leger. De Hongaren waren goed bewapend en de beloofde hulp uit Walachije en Constantinopel kwam ook opdagen. Anderzijds kon de beloofde steun van de Albanezen onder Skanderbeg het slagveld niet bereiken, omdat zij door de Serviërs van George Branković (tevens Murad's schoonvader) werd onderschept. 
Volgens de kroniekschrijvers begon een felle strijd al vroeg in de ochtend. Aanvankelijk waren de kruisvaarders op het winnende hand. Zij hadden de linker- en rechtervleugels van het Osmaanse leger doen terug trekken. Sultan Murad zag hoe de gouverneur-generaal van Anatolië sneuvelde. Daarop begonnen de Osmaanse troepen uit de Balkan zich ook terug te trekken en vluchtten in groepen naar de bergen. Murad bleef achter op het slagveld alleen met de infanterie of de janitsaren, de troepen behorend tot het Huis van Osman. Maar ook zij hoopten de slag te stoppen om te voorkomen dat sultan Murad gevangen zou worden genomen.
Op dit moment van twijfel bleken de vaardigheden van sultan Murad's heer, Karaca Beg, doorslaggevend te zijn in de overwinning. Hij wist zijn kalmte te bewaren en adviseerde de sultan om de juiste beslissingen te nemen. Zo was de mogelijke bezetting van de Osmaanse hoofdstad Edirne vermeden. Murad besloot op het slagveld te blijven en het falen van de Hongaarse koning Johannes veranderden het tij van de strijd. Samen met de janitsaren en azabs (Turkse soldaten) die nog niet gevlucht waren, begon Murad de aanvallen af te slaan vanuit een ingegraven verdedigingspositie. Deze positie bestond uit een loopgraaf en een bolwerk waarrond schutters gewapend met haakbussen gestationeerd waren. De kruisvaarders leden vele verliezen door het geweervuur en boogschotten in hun pogingen om door deze defensieve versterking van het centrum van het Osmaanse leger te doorbreken. Ze ondernamen vruchteloos zeven pogingen. Koning Władysław van Polen kwam om bij een van deze pogingen. De koning en zijn gevolg braken door de sloot. De gedisciplineerde en getrainde janitsaren lieten hen passeren om ze daarna te omsingelen. Een janitsaar velde het paard van de koning die op de grond viel en een andere janitsaar kapte het hoofd van de koning af. Deze gebeurtenis veranderde de gang van de slag. Hoewel de strijd bleef verder woeden en de gevluchte Osmaanse troepen zich terug in de strijd voegden, had het Osmaanse leger de overwinning al binnen gehaald.

## Resultaat
De overwinning verzekerde de Osmaanse positie in Oost-Europa voor de komende vier eeuwen. Een tweede Osmaanse overwinning in de Tweede Slag bij Kosovo in 1448, schrikte de Europese staten dusdanig af dat ze geen militaire steun konden sturen aan de Byzantijnen tijdens de Osmaanse verovering van Constantinopel in 1453.
In de slag sneuvelde de Poolse koning Władysław. Hij werd na een kort interregnum in Polen opgevolgd door zijn broer Casimir. In Hongarije regeerde Johannes Hunyadi na Władysław' dood als regent in naam van de zeer jonge Ladislaus Posthumus.